# Admiral Nakhimov (croiseur)
Pour les articles homonymes, voir Amiral Nakhimov et Kalinine.
L’Admiral Nakhimov (en russe : Адмирал Нахимов) est le troisième croiseur à propulsion nucléaire issu du Projet 1144 (Classe Kirov selon la dénomination OTAN) de la Marine soviétique puis de la Marine russe. Le bâtiment est nommé Kalinine (Калинин) jusqu'en 1992, en l'honneur de Mikhaïl Kalinine. Il est renommé à la chute de l'Union soviétique en l'honneur de l'amiral Pavel Nakhimov.

## Construction
La quille du Kalinine est posée le 17 mai 1983 au chantier naval de la Baltique, de Leningrad. Il est lancé le 25 avril 1986 et entre en service le 30 décembre 1988 et est affecté à la flotte du Nord le 21 avril 1989. Le site GlobalSecurity note en revanche que le navire est affecté à la flotte du Pacifique.

## Service actif
Après la fin de la guerre froide, le croiseur est rarement déployé et à partir de 1999, il reste à quai de façon permanente au chantier naval no 402 de la Sevmash, en attente de réparations. 

## Remise en service
En 2006, décision est prise de moderniser le bâtiment au lieu de construire le sous-marin nucléaire de la classe Oscar Belgorod.
Les travaux de modernisation de l’Admiral Nakhimov ont repris en janvier 2014, pour une remise en service prévue en 2018. L'Admiral Nakhimov devrait porter, parmi d'autres armes, le missile antinavire supersonique P-800 Oniks, et une variante navale du système SAM S-400. Selon Sevmash, du 2 novembre 2015, les travaux de débarquement des anciens équipements du croiseur sont terminés et le travail pour les nouvelles installations était sur le point de commencer.
Dans une interview donnée à l'agence Tass, le vice-ministre russe de la Défense a déclaré le 10 septembre 2019 que le navire reviendrait en service de première ligne en 2022, ce qui n'est toujours pas effectif début 2025.
« L'amiral Nakhimov, qui est en cours de réparation et de modernisation par le chantier naval de Sevmash, entrera dans les essais en mer en 2023 «, a déclaré le directeur général adjoint de la construction navale militaire de la United Shipbuilding Corporation, Vladimir Korolyov, à l'agence TASS, ce qui n'a toujours pas été entamé début 2025.